# Slaget vid Kolding (1849)
Slaget vid Kolding var ett slag under Slesvig-holsteinska kriget som stod den 23 april 1849. Slaget utkämpades vid staden Kolding i södra Danmark, mellan Slesvig-holsteinska trupper under Eduard von Bonin och en dansk armé ledd av Frederik von Bülow. Drabbningen slutade med tysk seger.

## Bakgrund
Vapenvilan som slöts den 26 augusti 1848 i Malmö innebar endast ett tillfälligt slut på striderna. Danskt missnöje över tyska kränkningar av villkoren ledde till att krigshandlingarna återupptogs  den 3 april 1849. Danskarna inledde årets strider med offensiver i Sundeved och Slesvig. En tysk armé besegrades i en drabbning på vid Dybbøl den 13 april. Befälhavaren för den Slesvig-holsteinska styrkorna, Eduard von Bonin, gick dock till motoffensiv mot de danska trupperna i Slesvig som tvingades att avbryta sin framryckning.

## Slaget
Den 20 april nådde von Bonins 14 000 man starka armé fram till staden Kolding vars fåtaliga försvarare snabbt drevs bort. Den danske överbefälhavaren Frederik von Bülow beslutade sig för att gå till motanfall mot de numerärt underlägsna tyskarna för att återta staden. Den 23 april gick 16 500 danska soldater till anfall mot de tyska ställningarna vid Kolding. De danska trupperna lyckades att ta sig in på gatorna bara för att utsättas för en mördande eld från det tyska artilleriet och led svåra förluster. Till slut tvingades Bülow att ge order om reträtt.

## Efterspel
Anfallet hade kostat danskarna 145 döda, 393 sårade och 118 tillfångatagna. De Slesvig-holsteinska förlusterna uppgick till 54 döda, 269 sårade och 89 tillfångatagna. I början av maj ryckte ytterligare 40 000 tyska soldater in i Jylland och anslöt sig till von Bonins trupper